# 린다 에먼드
린다 이먼드(영어: Linda Emond, 1959년 5월 22일 ~ )는 미국의 배우이다. 《라이프 x 3》 (2003), 《세일즈맨의 죽음》 (2012), 《카바레》 (2014)로 토니상 후보에 올랐다.

## 출연 작품
- 《더 랜드》
- 《송 투 송》 - BV의 엄마 역
- 《수상한 교수》 - 바바라 역
- 《제미니 맨》 - 자넷 역